# Load (album)
Load je šesté studiové album metalové skupiny Metallica. Před začátkem nahrávání členové skupiny prošli netradiční změnou: ostříhali si vlasy (Jason Newsted tak učinil již koncem roku 1992). Během jeho nahrávání vzniklo okolo 30 demoskladeb (jedna z nich nesla název "Load", později přejmenována na King Nothing), na albu se jich ale objevilo jen 14, na zbytku skupina pracovala ještě další rok a vydala na albu ReLoad (podobně jako Toxicity/Steal This Album! od System of a Down či Reise, Reise/Rosenrot od Rammstein). Autorem obalu je fotograf Andres Serrano, na fotografii je kravská krev a Serranovo sperma, to vše umístěné mezi plexisklo.
Load je doposud nejdelším studiovým albem skupiny. Píseň The Outlaw Torn musela být z důvodů omezené kapacity nosiče o minutu zkrácena, přesto je stopáž alba dlouhá téměř 80 minut.

## Seznam skladeb
Texty napsal James Hetfield.
| Pořadí         | Název                | Hudba                     | Délka |
| -------------- | -------------------- | ------------------------- | ----- |
| 1.             | Ain't My Bitch       | Hetfield, Ulrich          | 5:04  |
| 2.             | 2 X 4                | Hetfield, Ulrich, Hammett | 5:28  |
| 3.             | The House Jack Built | Hetfield, Ulrich, Hammett | 6:39  |
| 4.             | Until It Sleeps      | Hetfield, Ulrich          | 4:30  |
| 5.             | King Nothing         | Hetfield, Ulrich, Hammett | 5:28  |
| 6.             | Hero of the Day      | Hetfield, Ulrich, Hammett | 4:22  |
| 7.             | Bleeding Me          | Hetfield, Ulrich, Hammett | 8:18  |
| 8.             | Cure                 | Hetfield, Ulrich          | 4:54  |
| 9.             | Poor Twisted Me      | Hetfield, Ulrich          | 4:00  |
| 10.            | Wasting My Hate      | Hetfield, Ulrich, Hammett | 3:57  |
| 11.            | Mama Said            | Hetfield, Ulrich          | 5:20  |
| 12.            | Thorn Within         | Hetfield, Ulrich, Hammett | 5:52  |
| 13.            | Ronnie               | Hetfield, Ulrich          | 5:17  |
| 14.            | The Outlaw Torn      | Hetfield, Ulrich          | 9:50  |
| Celková délka: | Celková délka:       | Celková délka:            | 79:00 |

## Sestava
- James Hetfield – kytara, zpěv
- Kirk Hammett – kytara
- Jason Newsted – baskytara
- Lars Ulrich – bicí